# Leptomantellidae
Leptomantellidae (лат.) — семейство насекомых из отряда богомоловых (Mantodea). 4 рода.

## Описание
Мелкие богомолы с тонким удлинённым зеленоватым телом.
От близких групп отличаются следующими признаками: голова без выступа; окулярные вздутия отчетливые, округлые; супракоксальная дилатация хорошо выражена; верхушечные доли передних бёдер с довольно длинными шипами; все шипы передних конечностей удлиненные; четыре дискоидальных шипа; переднее бедро с 4 постеровентральными шипами; задневентральные шипы передних голеней неравной длины; оба пола полнокрылые, крылья в основном прозрачные или субгиалиновые; церки короче половины длины брюшка, цилиндрические.

## Распространение
Встречаются в юго-восточной Азии, включая Индию и Индокитай.

## Классификация
4 рода, около 15 видов. Семейство Leptomantellidae было образовано в 2019 году в результате общей ревизии и реклассификации всех богомолов мировой фауны на основе типового рода Leptomantella. В него были включены роды из подсемейства Caliridinae, ранее входившего в семейство Tarachodidae. Таксон Leptomantellidaeв в новой системе богомолов включён в состав надсемейства Nanomantoidea (из группы Cernomantodea) и инфраотряда Schizomantodea. На декабрь 2020 года к семейству относят следующие таксоны до рода включительно:
- Aetaella Hebard, 1920 (2 вида)
- Hebardia Werner, 1921 (1 вид)
- Hebardiella Werner, 1924 (2 вида)
- Leptomantella Burmeister, 1838 (более 10 видов)